# Pic Maudit
Le pic Maudit (ou Maldito en espagnol) est un sommet des Pyrénées espagnoles dans le massif de la Maladeta, son altitude est de 3 354 m.

## Histoire
La première ascension a été réalisée par Louis Le Bondidier, Jean-Marie Sansuc, Louis Camboué, B. Luquet le 3 août 1905.